# Vanessa Dolmen
 (juillet 2016).
Si vous disposez d'ouvrages ou d'articles de référence ou si vous connaissez des sites web de qualité traitant du thème abordé ici, merci de compléter l'article en donnant les références utiles à sa vérifiabilité et en les liant à la section « Notes et références ».
Pour les articles homonymes, voir Dolmen (homonymie).

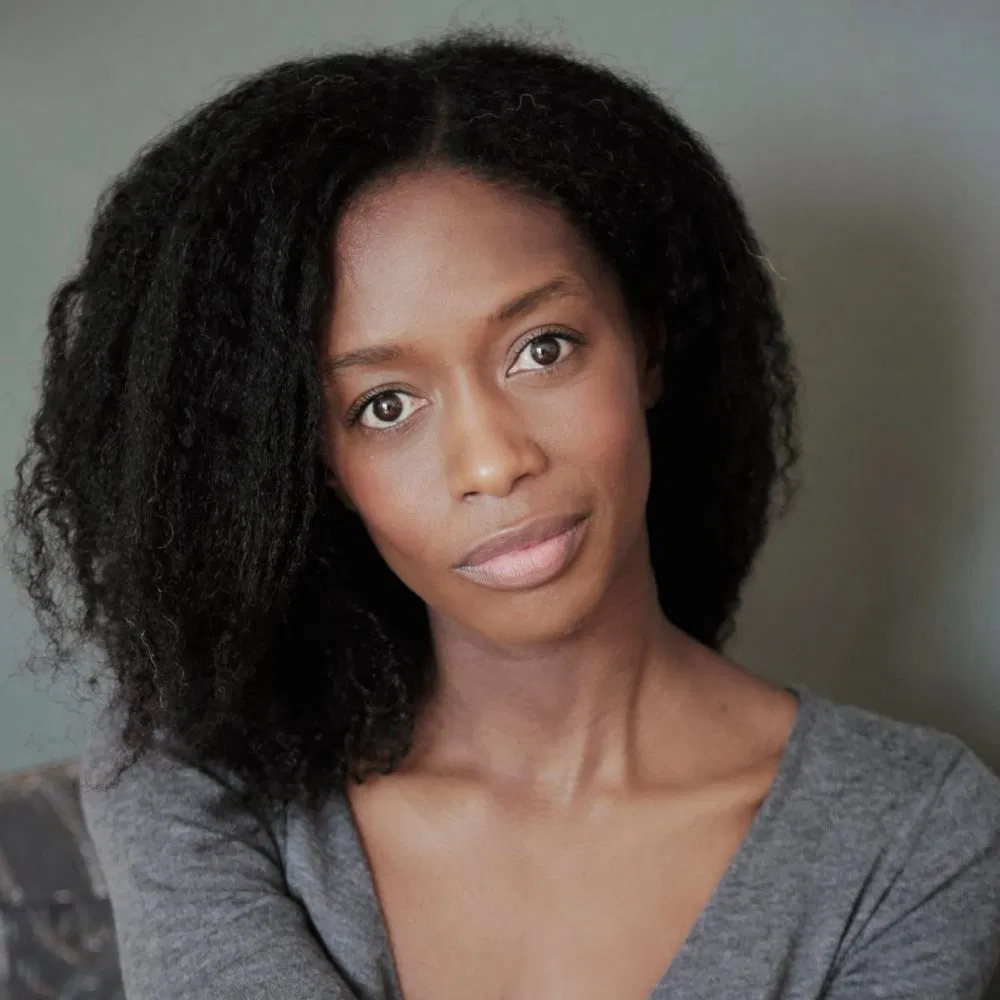
Vanessa Dolmen

Vanessa Dolmen est une animatrice de télévision et de radio et comédienne française, née à Paris le 23 avril 1977.

## Biographie

### Famille
Les parents de Vanessa Dolmen sont originaires de la Martinique. Elle a trois sœurs : Christelle (née en 1974), Mischa (née en 1980) et Élisabeth (née en 1982).

### Formation et débuts professionnels
Bilingue, elle est titulaire en 1999 d'une maîtrise d'anglais . Elle suit aussi des cours de théâtre. Son mémoire de maîtrise s'intitulait L'Influence de la blaxploitation sur le cinéma de Spike Lee. Elle avait choisi ce thème parce qu'elle voulait faire « un travail sur la représentation des Noirs dans le cinéma ».
En 2001, elle travaille comme traductrice aux éditions Fayard et de La Table ronde.

### Animatrice de télévision
Entre 2001 et 2003, elle anime en français et en anglais l'émission Business Africa, un magazine économique sur la chaîne People TV, puis Initiative Africa, émissions diffusées en Afrique subsaharienne, à Madagascar et en Jamaïque.
En 2002, elle présente un module de société sur M6 intitulé Mixitude
En 2003, elle suit des cours à l'Académie audiovisuelle, une école d'apprentis animateurs, et participe à Syrte au lancement de la chaîne panafricaine 9.9.99 lors du Sommet extraordinaire de l'Union africaine.
À partir de septembre 2003, elle présente la météo sur I-Télé et sur Canal+ jusqu'en septembre 2004 où elle arive dans La Matinale. Dans cette émission, elle tient plusieurs chroniques dont celle des "bons plans". Elle quitte le groupe Canal+ en 2005 et rejoint France Télévisions.
En 2006 et 2007, elle anime sur France 3 des divertissements, des jeux et un magazine :
- Pour le plaisir avec Christophe Begert ;
- Intervilles aux côtés de Julien Lepers, Tex, Nathalie Simon et Philippe Corti notamment ;
- C'est mieux le matin en compagnie d'Éric Jean-Jean ;
- Le Bêtisier de Noël avec Tex ;
- Le Grand Tournoi de l'histoire, avec notamment Yves Calvi.

Elle a été porte-parole du jury français lors du Concours Eurovision de la chanson 2007.
De mars 2009 à décembre 2013, elle présente le tirage du Loto sur France 2, en alternance avec Cyril Féraud, Julie Taton et Lionel Rosso puis avec Grégory Ascher et Nancy Sinatra[réf. nécessaire].
De 2010 à 2012, elle présente sur Gulli C moi qui régale : Les recettes.

### Animation à la radio
Elle travaille également pour RFI au début des années 2010 , et en août 2010, elle anime la tranche 16h-19h sur La radio de la mer.

### Comédienne
Vanessa Dolmen se forme aux cours de comédie de l'atelier Blanche Salant et Paul Weaver ainsi qu'à la formation Studio Pygmalion.
À partir de 2013, elle apparaît dans plusieurs fictions pour la télévision et le cinéma, jouant notamment la fée Nigea dans le long métrage Un jour mon prince en 2017, le rôle d'une journaliste dans le film Première Année de Thomas Lilti en 2018 ainsi que dans la mini-série Notre-Dame, la part du feu en 2022, le rôle d'une assistante de production dans le film Rendez-vous chez les Malawas en 2019 ou encore celui d'une chasseuse de tête dans un épisode de Munch en 2020. En 2018-2019, elle joue dans la mini-série ACCESS créée par Ahmed Sylla et est l'un des personnages principaux d'un épisode de Tropiques criminels en 2025.
En 2019, elle s'illustre dans plusieurs fictions radiophoniques comme Une odyssée martienne de Stéphane Michaka  ou encore dans Viper's dream de Jake Lamar , une incursion dans le monde du jazz à Harlem des années 1930 à 1960, plébiscitée par la critique.

### Vie privée
Avec son compagnon, elle est mère d'une petite fille appelée Uma née en 2008.

## Filmographie

### Cinéma

#### Longs métrages
- 2016 : Un jour mon prince de Flavia Coste : la fée Nigea
- 2018 : Première Année de Thomas Lilti : la journaliste de CNEWS
- 2019 : Rendez-vous chez les Malawas de James Huth : Jiji

#### Courts métrages
- 2014 : Barbara de Yannick Privat : Fafa
- 2015 : La cerise sur le gâteau de Caroline Godard
- 2017 : Terre ferme de John Robinson et Lizzie Brocheré
- 2020 : Dignité(s) de Katia Crivellari & Jean-Baptiste Kaupp : Tiffany Dupuis (la mère d'élève)
- 2025 : L'heure bleue de David Roca : Carla

### Télévision
- 2013 : Dernier recours (épisode Un bébé à tout prix d'Adeline Darraux) : Sophie
- 2018-2019 : ACCESS : Céline Gaudin (dans 4 épisodes)
- 2019 : Mytho (saison 2, épisodes 3 et 4) : la femme mystérieuse
- 2020 : Munch (saison 3, épisode 4 : Rien que la vérité) : la chasseuse de têtes
- 2022 : Notre-Dame, la part du feu (épisode 1) : Marion (journaliste BFM)
- 2025 : Lost Media (épisode 5) : Sandy
- 2025 : Tropiques criminels (saison 6, épisode 3 : Anse Désert) : Zélie Paulin
- 2025 : C'est la vie, série télévisée (saison 1) : Fabienne Lubin

### Jeu vidéo
- 2023 : The Wreck : Dr Fatoumata Diagana (voix)

## Théâtre
- 2018 : Maya, une voix de Julie Delaurenti, Tiffany Hofstetter, Sharon Mann et Elizabeth Wautlet, mise en scène : Éric Bouvron
- 2019 : Amazing Grace is Yellow... de Silver Wainhouse

## Radio
- 2016 : Défiguration de Leslie Menahem (France Inter)
- 2017 : Hair : peace and love... and war ! de Jean-Pierre Thiercelin (France Inter)
- 2019 : Une odyssée martienne de Stéphane Michaka : Ayo Kumo (France Culture)
- 2019 : Viper's dream de Jake Lamar : Stella (France Culture)